# Митрохін Сергій Сергійович
Сергій Сергійович Митрохін (рос. Сергей Сергеевич Митрохин; 20 травня 1963, Москва) — російський політичний і державний діяч. Голова Російської об'єднаної демократичної партії «Яблуко». Депутат Державної Думи (1993—2003) і Московської міської Думи (2005—2009).

## Освіта
Закінчив Московський державний педагогічний інститут імені Леніна.
Кандидат політичних наук.

## Сім'я
Одружений, виховує дочку 2002 року народження.

## Нагороди
Медаль «Захиснику вільної Росії».